# Supercopa do Equador de Futebol de 2023
A Supercopa do Equador de Futebol de 2023 ou Supercopa Ecuador 2023 foi a terceira edição da supercopa do futebol do Equador. A competição será organizada pela Federação Equatoriana de Futebol (em castelhano:  Federación Ecuatoriana de Fútbol; cuja sigla é FEF), órgão máximo do futebol equatoriano. A partida será disputada em 11 de fevereiro de 2023 no Estádio La Cocha, em Latacunga.
A competição será jogada pelo Aucas, campeão da Série A do Equador de 2022, e pelo Independiente del Valle, campeão da Copa do Equador de 2022.

## Regulamento
A terceira edição da competição será, pela primeira vez, decidida em jogo único. A partida ocorrerá em campo neutro e, em caso de empate, o jogo deve prosseguir para a disputa de pênaltis sem prorrogação.

## Participantes
| Clube                   | Cidade    | Método de classificação                   | Participação(ões) (negrito indica título) |
| ----------------------- | --------- | ----------------------------------------- | ----------------------------------------- |
| Independiente del Valle | Sangolquí | Campeão da Copa do Equador de 2022        | 2ª (2021)                                 |
| Aucas                   | Quito     | Campeão do Campeonato Equatoriano de 2022 | 1ª                                        |

## Partida
| 11 de fevereiro de 2023 | Aucas | 0–3 | Independiente del Valle                   | Estádio La Cocha, Latacunga |
| 15:00 (UTC−5)           |       |     | 10' Faravelli · 75' Sornoza · 90+3' Hoyos | Árbitro: Roberto Sánchez    |

## Premiação
| Supercopa do Equador de Futebol de 2023      |
| -------------------------------------------- |
| Independiente del Valle Campeão (1.º título) |